# Ainsworth (Nebraska)
Ainsworth es una ciudad ubicada en el condado de Brown en el estado estadounidense de Nebraska. En el Censo de 2010 tenía una población de 1728 habitantes y una densidad poblacional de 666,52 personas por km².

## Geografía
Según la Oficina del Censo de los Estados Unidos, Ainsworth tiene una superficie total de 2.59 km², de la cual 2.59 km² corresponden a tierra firme y (0%) 0 km² es agua.

## Demografía
Según el censo de 2010, había 1728 personas residiendo en Ainsworth. La densidad de población era de 666,52 hab./km². De los 1728 habitantes, Ainsworth estaba compuesto por el 97.86% blancos, el 0.12% eran afroamericanos, el 0.29% eran amerindios, el 0.23% eran asiáticos, el 0% eran isleños del Pacífico, el 0.46% eran de otras razas y el 1.04% pertenecían a dos o más razas. Del total de la población el 1.16% eran hispanos o latinos de cualquier raza.